# Фуэнтес-и-Гусман, Франсиско де
Франси́ско Анто́нио де Фуэ́нтес-и-Гусма́н (исп. Francisco Antonio de Fuentes y Guzmán; 1643—1700?) — гватемальский историк и поэт креольского происхождения. Сохранилась единственная его работа «Флорида, или Избранное напоминание» (Recordación Florida), также известная как «История Гватемалы» (Historia de Guatemala). Сведения о его жизни скудны. В современной Гватемале его имя носит библиотека Центра культуры города Антигуа-Гватемала.

## Жизнь и труды
Праправнук испанского хрониста Берналя Диаса дель Кастильо. Родился в родовом гнезде в Сантьяго де лос Кабальерос. В 1661 г. получил пост рехидора Гватемалы и капитанское звание. Позднее занимал посты алькальда в Тотоникапане и Сонсонате (ныне — в Сальвадоре). Многие годы исполнял обязанности официального хрониста (Cronista del Ayuntamiento). Скончался, по некоторым сведениям, в Тотоникапане около 1700 г.
Как историк, написал несколько трудов, в частности, El Milagro de América (панегирика в честь освящения кафедрального собора в Гватемале) и La Vida de Santa Teresa de Jesús («Житие св. Тересы Иисуса»). Надеясь получить чин королевского историографа, предпринял написание амбициозного труда по доиспанской истории Гватемалы, оконченного около 1690—1695 гг. Труд содержит многочисленные описания нравов и обычаев аборигенов, в частности, содержа важные сведения по этнографии народов киче и пипилей. В книге также проводится апологетика роли креольского населения в колонизации Нового Света.

## Издания
- Fuentes y Guzmán, Francisco Antonio de. L. Navarro (ed.). Historia de Guatemala: O recordación Florida. Escrita el siglo XVII por el Capitán D. Francisco Antonio de Fuentes Guzman, que publica por primera vez con notas e ilustraciones D. Justo. Zaragoza, Madrid, 1882—1883.
- de Fuentes y Guzmán, Francisco Antonio. Recordación Florida: Discurso historial y demostración natural, material, militar y política del Reyno de Guatemala. J. A. Villacorta, R. A. Salazar, & S. Aguilar (Eds.). Biblioteca «Goathemala» (Vols. 6-8). Guatemala: Sociedad de Geografía e Historia, 1932—1933.
- Francisco de Fuentes y Guzmán. Historia de Guatemala. Editorial José de Pineda Ibarra (Guatemala), 1979. — (Biblioteca de cultura popular «20 de Octubre» — v. 9)
- Электронное издание (на исп. яз.)
- Статья Ивонны Ресинос-Акино (на исп. яз.)